# Stato di crisi
Stato di crisi (Crisis Point) è un film per la televisione del 2012 diretto da Adrian Wills.

## Trama
Una criminologa di Detroit chiamata a negoziare nel corso di una rapina a un supermercato, non riesce a salvare il giovane rapinatore sedicenne. Il fratello di questi, uscito di galera e con l'aiuto di un complice, rapina la banca dove la sorella della criminologa è vice direttore. La terrà, insieme ad altri, in ostaggio.